# چشر (کمیک)
چشر(به انگلیسی: Cheshire) با نام اصلی جید نیوئِن، یک شخصیت خیالی ابرشرور در کتاب‌های کامیک آمریکایی منتشر شده توسط دی‌سی کامیکس است. این شخصیت توسط نویسنده مارو وولفمن و طراح جورج پرز خلق شده است که برای اولین بار در شمارهٔ ۲ مجموعه سالانه تایتان‌های نوجوان جدید (۱۹۸۳) معرفی شد. چشایر یکی از مرگبارترین آدم‌کشان در دنیای دی‌سی به شمار می‌رود و در زمینهٔ هنرهای رزمی و استفاده از سموم مهارت بالایی دارد. او یکی از دشمنان تیم تایتان‌های نوجوان، و معشوقهٔ شخصیت ابرقهرمان روی هارپر (اسپیدی) بود.